# Tomomi Abe
Tomomi Abe (阿部 共実, Abe Tomomi) est une mangaka japonaise née dans la préfecture de Hyōgo, au Japon.
Elle est principalement connue pour être l’auteur des mangas Sora ga haīro dakara et Chi-chan wa chotto tarinai.

## Biographie
Elle commence a envoyer ses manga aux maisons d'éditions en mai 2005 et participe au concours mensuel (ジャンプ十二傑新人漫画賞) du Weekly Shōnen Jump de Shūeisha.
Elle participe à plusieurs concours chez Akita Shoten : le concours mensuel d'avril 2009 Monthly Fresh Manga Award (月例フレッシュまんが賞) pour COZ! 〜 Kurosu ōbā zan 〜 (COZ! 〜クロス オーバー ザン〜), puis obtiens les encouragements lors du 73e prix du nouveau manga Shūkan shōnen chanpion shinjin manga-shō (週刊少年チャンピオン新人まんが賞) avec Koisuru satsujinki (恋する殺人鬼).
En 2010 elle remporte le 74e prix du nouveau manga pour Hakai shōkōgun qui sera prépublié dans le n°43 du magazine  Weekly Shōnen Champion, puis elle publie une série web Dragon Swallow. En 2011 elle publie Sora ga haīro dakara (ja) puis Black Galaxy Six en 2012 dans le magazine Bessatsu Shōnen Champion.
En 2013 elle prépublie Chi-chan wa chotto tarinai (ja) dans les magazines もっと! et Elegance Eve puis Shinitaku Naru Shoumonai Hibi ga Shinitaku Naru Kurai Shoumonakute Shinu Hodo Shinitakunai Hibi dans le magazine  Champion タップ!.

## Œuvre
- 2010 : Hakai shōkōgun (破壊症候群?), prépublié dans Weekly Shōnen Champion.
- 2011 : Dragon Swallow (ドラゴンスワロウ, Doragon suwarou?), série web puis prépubliée dans le magazine Nikkan! Urayasu Tekkin Kazoku
- 2012 :
  - Sora ga haīro dakara (空が灰色だから?, litt. Parce que le ciel est gris), prépublié dans Weekly Shōnen Champion[3] ; 5 volumes chez Akita Shoten.
  - Black Galaxy Six (ブラックギャラクシー6, Burak kugyarakushī 6?), prépublié dans Bessatsu Shōnen Champion ; 1 volumes publié chez Akita Shoten.
- 2013 : Daisuki ga Mushi wa Tadashi-kun no (大好きが虫はタダシくんの―阿部共実作品集?) ; 1 volume publié chez Akita Shoten.
- 2014 : Chi-chan wa chotto tarinai (ちーちゃんはちょっと足りない?) prépublié dans もっと! ; 1 volume publié chez Akita Shoten.
- 2014-2015 : Shinitaku Naru Shoumonai Hibi ga Shinitaku Naru Kurai Shoumonakute Shinu Hodo Shinitakunai Hibi (死にたくなるしょうもない日々が死にたくなるくらいしょうもなくて死ぬほど死にたくない日々?) prépublié chez Champion タップ! ; 2 volumes chez Akita Shoten.
- 2017-2018 : En attendant lundi (月曜日の友達, Getsuyōbi no Tomodachi?), prépublié dans Big Comic Spirits ; 2 volumes publiés chez Shogakukan ; en français chez Akata[4].
- 2019-2023 : Shioga Maikoga Mai (潮が舞い子が舞い?), prépublié dans Bessatsu Shōnen Champion ; 10 volumes chez Akita Shoten.
- 2020 : Otona mo kodomo mo onēsan mo pōkī mo (大人も子供もおねーさんもポーキーも?), publié dans Pollyanna ポリアンナ 『MOTHER』OFFICIAL COMIC[5] ; 2 volumes, anthologie sur la saga vidéoludique Mother.

## Récompenses
- 2014 : prix du meilleur manga "féminin" de l'année pour Chi-chan wa chotto tarinai lors des Kono Manga Ga Sugoi ! (このマンガがすごい！?).
- 2015 : prix du nouvel auteur (新人賞, Shinjin-shō?) lors du 18e Media Arts Festival (第18回 文化庁メディア芸術祭?)[6],[7].

## Sources
- (ja) Cet article est partiellement ou en totalité issu de l’article de Wikipédia en japonais intitulé « 阿部共実 » (voir la liste des auteurs).